# 地獄の天使 (1967年の映画)
『地獄の天使』（じごくのてんし、原題：The Born Losers）は、1967年公開のアメリカ映画。監督はT.C.フランク。ビリー・ジャックシリーズの1作目にあたる。

## あらすじ
インディアンとの混血児ビリー・ジャックは不良グループ"エンジェル族"に暴行を受け、反撃をしたところ、逆に留置所に入れられてしまった。
孤独なビリーは、一人、再びエンジェル族に向けて反撃を準備する。

## キャスト
- トム・ローリン：ビリー・ジャック
- エリザベス・ジェームズ：ヴィッキー・バーリントン
- ジェレミー・スレート：ダニー・カーモディ

## 備考

### シリーズ作
- 『明日の壁をぶち破れ 』 Billy Jack  (1971)

- 『The Trial of Billy Jack 』(1974) - 日本劇場未公開

- 『Billy Jack Goes to Washington 』(1977) - 日本劇場未公開

- 『The Return of Billy Jack』 (1986) - 未完成